# Cohlton Schultz
Cohlton Michael Schultz (27 de septiembre de 2000) es un deportista estadounidense que compite en lucha grecorromana. En los Juegos Panamericanos de 2023 obtuvo una medalla de plata en la categoría de 130 kg.

## Palmarés internacional
| Juegos Panamericanos | Juegos Panamericanos | Juegos Panamericanos | Juegos Panamericanos |
| Año                  | Lugar                | Medalla              | Categoría            |
| -------------------- | -------------------- | -------------------- | -------------------- |
| 2023                 | Santiago (Chile)     | Medalla de plata     | 130 kg               |